# Bala de ponta oca

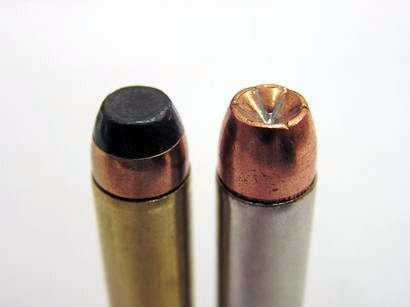
Cartuchos calibre .357 Magnum. Esquerda: semiencamisado de ponta plana. Direita: encamisado de ponta oca.

Uma bala de ponta oca ("hollowpoint" em inglês), é um projétil que tem um buraco ou concavidade em sua ponta. Geralmente se destina a causar a expansão da bala ao entrar em um alvo, diminuindo a possibilidade de atravessá-lo completamente e perturbando mais os tecidos atingidos. Como efeito colateral positivo, a bala de ponta côncava pode oferecer melhor precisão, pois desloca o centro de gravidade da bala para trás. As balas de ponta oca (ou balas "dum-dum") atualmente são de uso proibido em guerra pelo Direito Internacional, conforme estabelecido pelas Convenções de Genebra e pelo inciso XIX, alínea B do artigo 8º do Tribunal Penal Internacional.